# Dodge Tomahawk
Dodge Tomahawk — концептуальний прототип мотоцикл, випущений компанією Dodge.
У 2003 році на Північноамериканському міжнародному автосалоні в Детройті компанія Dodge представила футуристичного виду мотоцикл з десятициліндровим двигуном потужністю 500 к. с. від автомобіля Dodge Viper. Мотоцикл мав два передніх і два задніх колеса, що робило його скоріше не мотоциклом, а окремим видом квадроцикла. Чотири колеса надають цьому чуду технологій сучасності вражаючу стійкість. Кожне з чотирьох коліс забезпечено власною незалежною підвіскою. При складанні Томагавк застосовується титан, алюміній, карбон, магній. Всі ці нововведення покликані знизити масу прото-байка. Томагавк є найшвидшим мотоциклом: максимальна швидкість становить 468 км на годину, але як стверджують інженери, що створили Tomahawk, теоретично він може розвинути швидкість 613 км/г.
Примірники Tomahawk ручної збірки були виставлені на продаж через каталог Neiman Marcus за ціною 555 тисяч доларів за штуку. Але надмірно завищена сума на даний апарат стала причиною незадовільних продажів, хоч і Корпорація Крайслер планувала створити близько 300 Tomahawk. До дев'яти штук було продано.
За визнанням власників даного мотоцикла, в експлуатації прототип дуже вимогливий до якості палива і сервісу, а невідповідно маленький паливний бак сильно обмежує можливості мотоцикла, найбільш незручним за визнанням власників є акселератор: при русі мотоцикл так і норовить вислизнути з-під водія, причиною такого недоліку є потужний двигун і надмірно короткий хід коробки передач, що викликає дискомфорт при пересуванні. «Tomahawk не для всіх — Tomahawk для безумців», заявили деякі експерти після презентацій прототипу, в їх словах є частка істини, падіння з такого монстра дійсно небезпечно для життя, але серйозних ДТП за участю даного прототипу не з'являлися.
Tomahawk прототип виключно ручної збірки. Через деякий час після презентації Tomahawk стали з'являтися репліки і клони прототипу.